# Shenyang J-31
Shenyang J-31 (também conhecido como "Falcão-gerifalte" (鹘鹰) ou "Falcon Hawk" por alguns entusiastas militares), é um caça de quinta geração bimotor, de tamanho médio e atualmente em desenvolvimento pela Shenyang Aircraft Corporation. da China. O caça também foi referido como o "F-60" ou "J-21 coruja-das-neves" (雪鸮) em alguns relatórios.

## Desenvolvimento
Embora o caça furtivo Chengdu J-20 tenha sido oficialmente endossado pela Força Aérea do Exército de Libertação Popular depois que a proposta da Chengdu Aerospace Corporation venceu a licitação da PLAAF para o caça a jato de próxima geração,  a Shenyang Aircraft Corporation continuou e desenvolveu um projeto privado com o objetivo de garantir potenciais clientes de exportação. 
Uma foto de um modelo rotulado como F-60 foi postada na Internet em setembro de 2011.  Em junho de 2012, fotos e videoclipes de câmeras telefônicas começaram a surgir na Internet sobre a fuselagem de um avião de combate fortemente enrolado (amplamente suspeito de ser o F -60 protótipo ) sendo transferido em uma rodovia, ganhando o apelido de " avião zongzi " ( chinês :粽子机) entre os internautas chineses , embora alguns suspeitem que seja apenas um avião de treinamento L-15.  Fotos de uma aeronave possivelmente totalmente montada estacionando em um aeródromo surgiram em 15 ou 16 de setembro de 2012.  O F-60 é relatado como a versão de exportação, enquanto o J-31 seria a versão doméstica chinesa do mesmo caça.  O especialista em aviação chinês Xu Yongling chamou o J-31 de um avião de guerra de última geração, voltado para a exportação.
Aparição pública
Um modelo em escala do J-31 foi exibido na China International Aviation & Aerospace Exhibition 2012, insinuando o desejo de oferecer a aeronave para exportação, como uma alternativa para os países que não podem comprar o F-35. 
A estrutura do J-31 foi revelada publicamente em 12 de novembro de 2014 no Zhuhai Airshow. Na transmissão da inauguração pela TV, o presidente da AVIC, Lin Zuoming, afirmou que o financiamento para a aeronave veio inteiramente da empresa, sem contribuições militares. 
No Dubai Airshow 2015, a AVIC divulgou mais detalhes sobre as capacidades da aeronave. A empresa revelou que ainda está procurando um parceiro no projeto da aeronave e está comercializando ativamente a aeronave para a Força Aérea do Exército de Libertação Popular. O plano da AVIC era ter um primeiro voo do modelo de produção até 2019.

## Histórico Operacional
O protótipo realizou um teste de taxiamento em alta velocidade e brevemente voou. Em 31 de outubro de 2012, o protótipo nº 31001 realizou o voo inaugural do modelo.  Foi acompanhado por dois caças J-11 em um voo de teste de dez minutos com o trem de pouso abaixado.
Com o voo de teste inaugural do protótipo nº 31001 em 30 de outubro de 2012, a China se tornou a segunda nação após o lançamento do Advanced Tactical Fighter de 1991, a ter dois designs de caças furtivos em testes de campo ao mesmo tempo.  A aeronave continuou um programa de teste limitado, com imagens surgindo de outros voos que ocorreram em fevereiro de 2013. 
Em 29 de outubro de 2021, a variante naval modificada do FC-31, fez seu voo inaugural.  Destinada a operar a partir do próximo porta-aviões Tipo 003 com um sistema eletromagnético de lançamento de aeronaves.

## Especificações
Características gerais
- Tripulação: um (piloto)
- Comprimento: 17,3 m (56 pés 9 pol.)
- Envergadura: 11,5 m (37 pés 9 pol.)
- Altura: 4,8 m (15 pés 9 pol.)
- Área da asa: 50 m 2 (540 pés quadrados)
- Peso máximo de decolagem: 28.000 kg (61.729 lb)
- Powerplant: 2 × WS-13 turbofans de pós -combustão , 87,2 kN (19.600 lbf) de empuxo cada
- Powerplant: 2 × WS-19  turbofans de pós -combustão , 110 kN (24.000 lbf) de empuxo cada

Atuação
- Velocidade máxima: Mach 1.8 em alta altitude
- Mach 1,14 (1.400 km/h, 870 mph) ao nível do mar
- Faixa de combate: 1.200 km (750 mi, 650 milhas náuticas) com combustível interno ou 1.900 quilômetros (1.200 mi) com reabastecimento aéreo
- Teto de serviço: 16.000 m (52.000 pés)

Armamentos
Hardpoints: 6 baias externas e internas  com capacidade de até 8.000 kg (18.000 lb),  incluindo 2.000 kg (4.400 lb) internamente 
- Mísseis:
  - Mísseis ar-ar :
  - 12 x médio alcance
  - Mísseis ar-terra :
  - 8 x supersônico
- Bombas:
  - 8 × 500 kg de bombas de penetração profunda
  - 30 x bombas menores

Aviônicos
- KLJ-7A  Radar AESA
- Sistema de abertura distribuída (DAS) sistema óptico de alerta antecipado
- Sistema de mira eletro-óptica (EOTS)